# Alexander Trees, Baron Trees

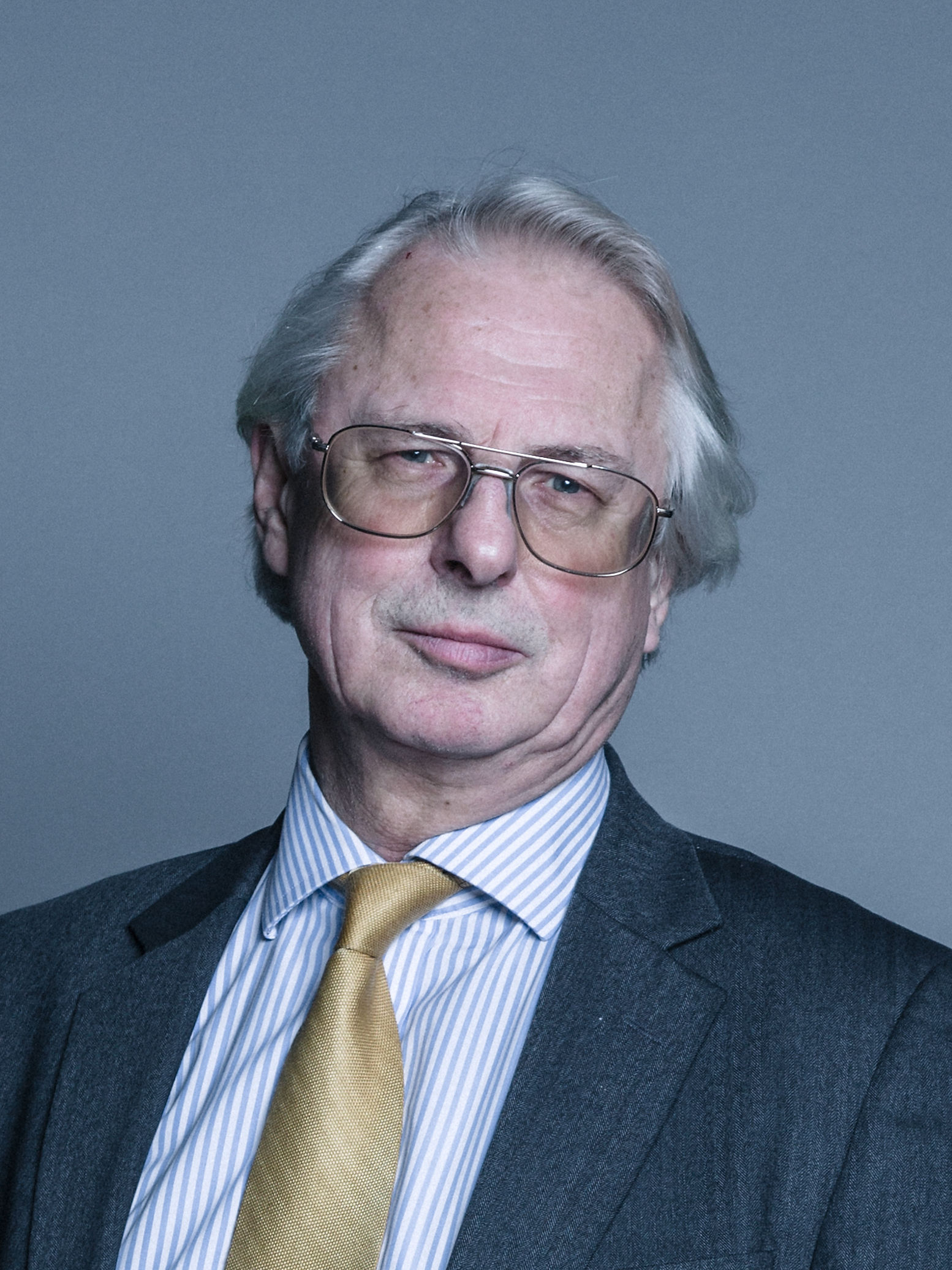
Alexander Trees, Baron Trees

Alexander John „Sandy“ Trees, Baron Trees MRCVS (* 12. Juni 1946) ist ein britischer Tierarzt und parteiloser Politiker.

## Leben

### Studium und berufliche Laufbahn an Hochschulen und der Privatwirtschaft
Nach dem Schulbesuch absolvierte Trees ein Studium der Veterinärmedizin an der University of Edinburgh und nahm 1969 bis 1970 an einer Forschungsreise der Universität nach Kenia teil. Nach Abschluss seines Studiums arbeitete er anschließend zunächst als Assistent in einer allgemeinen tierärztlichen Praxis in Derby, ehe er 1971 Forschungsmitarbeiter am Zentrum für tropische Veterinärmedizin (Centre for Tropical Veterinary Medicine, CVTM) der University of Edinburgh wurde. Als solcher nahm er zwischen 1974 und 1976 als Mitglied an einem gemeinsamen Projekt mit dem Nationalen Institut für Veterinärforschung Nigerias teil.
Nach seiner Rückkehr nach Europa wechselte Trees 1977 in die Privatwirtschaft und war bis 1980 für das Pharmaunternehmen Elanco Products Co. in Rom tätig, und zwar zunächst als Berater für Veterinärmedizin für den Mittleren Osten. Anschließend war er von 1979 bis 1980 tiermedizinischer Berater für den Mittleren Osten, Türkei und Afrika, ehe er zuletzt 1980 für einige Zeit noch als Leiter für Tierwissenschaften im Mittleren Osten und Afrika fungierte.

### Professor und Dekan an der University of Liverpool
1980 ging er an die Fakultät für Veterinärwissenschaften der University of Liverpool, an der er zum Lektor an der Abteilung für Veterinär-Parasitologie ernannt wurde. Nachdem 1983 sein Beschäftigungsverhältnis verlängert worden war, arbeitete er zugleich von 1984 bis 1988 für den Medical Research Council (MRC) als Gastwissenschaftler in einem Labor in Bo in Sierra Leone. Später war er von 1991 bis 2001 Mitglied der Redaktion der Fachzeitschrift Research in Veterinary Science sowie zwischen 1992 und 2001 Leiter der Abteilung für Veterinärparasitologie. Zugleich ist er seit 1992 Redaktionsmitglied der Fachzeitschrift Trends in Parasitology, die aus der Zeitschrift Parasitology Today hervorgegangen ist.
1994 übernahm Trees eine Professur für Veterinärparasitologie an der University of Liverpool und übte diese Lehrtätigkeit seither aus. Daneben war er zwischen 1994 und 1997 Leiter der Abteilung für Parasiten- und Vektor-Biologie der Schule für Tropenmedizin in Liverpool (Liverpool School of Tropical Medicine) und gehörte zwischen 1995 und 2004 auch dem Beirat dieser Schule als Mitglied an. Zugleich gehörte er von 1998 bis 2003 der Interessengruppe für Veterinärmedizin des Wellcome Trust als Mitglied an.
Des Weiteren amtierte er zwischen 2001 und 2008 als Dekan der Fakultät für Veterinärwissenschaften der University of Liverpool.

### Ämter in Wissenschafts- und Berufsorganisationen
Neben seiner Lehr- und Forschungstätigkeiten engagiert sich Trees in zahlreichen Organisationen und Institutionen und ist unter anderem seit 1969 Mitglied des Royal College of Veterinary Surgeons (RCVS).
Außerdem ist er seit 1980 Mitglied der Vereinigung der Veterinärdozenten und Forschungsmitarbeiter (Association of Veterinary Teachers and Research Workers (AVTRW)) und gehörte deren Rat zwischen 1995 und 2001 an. Zugleich war er zuerst von 1995 bis 1996 Vizepräsident und danach bis 1997 Präsident der AVTRW. Daneben ist er seit 1980 auch Mitglied der Britischen Gesellschaft für Parasitologie sowie der Britischen Veterinärassoziation (BVA), in der er zwischen 1997 und 2001 Vorsitzender der Bildungsgruppe sowie Mitglied der Veterinärpolitikgruppe war. Ferner ist er seit 1986 Mitglied der Königlichen Gesellschaft für Tropenmedizin und Hygiene (Royal Society of Tropical Medicine and Hygiene, RSTMH) und gehörte zwischen 1997 und 2000 deren Beirat und deren Komitees für Medaillen und Auszeichnungen an.
Trees, der seit 2000 Mitglied des Beirates und des Bildungsausschusses des Royal College of Veterinary Surgeons ist, war zwischen 2008 und 2009 zunächst Vizepräsident und danach von 2009 bis 2010 Präsident des RCVS.

### Auszeichnungen und Oberhausmitglied
Für seine Verdienste in der Veterinärmedizin wurde Trees ferner mehrfach ausgezeichnet und erhielt unter anderem 1971 ein Birrel-Grey-Stipendium der University of Edinburgh sowie 1982 ein Stipendium der Commonwealth Foundation. 2009 wurde er mit der Wooldridge-Lektor der British Veterinary Association und erhielt zugleich die Medaille dieser Gesellschaft.
Durch Letters Patent vom 3. Juli 2012 wurde er als Life Peer mit dem Titel Baron Trees, of The Ross in Perth and Kinross, in den persönlichen Adelsstand erhoben und ist seither Mitglied des House of Lords. Er wurde am 12. Juli 2012 ins House of Lords eingeführt und nahm seinen Sitz auf Seiten der Crossbencher ein.